# Colégio Enau

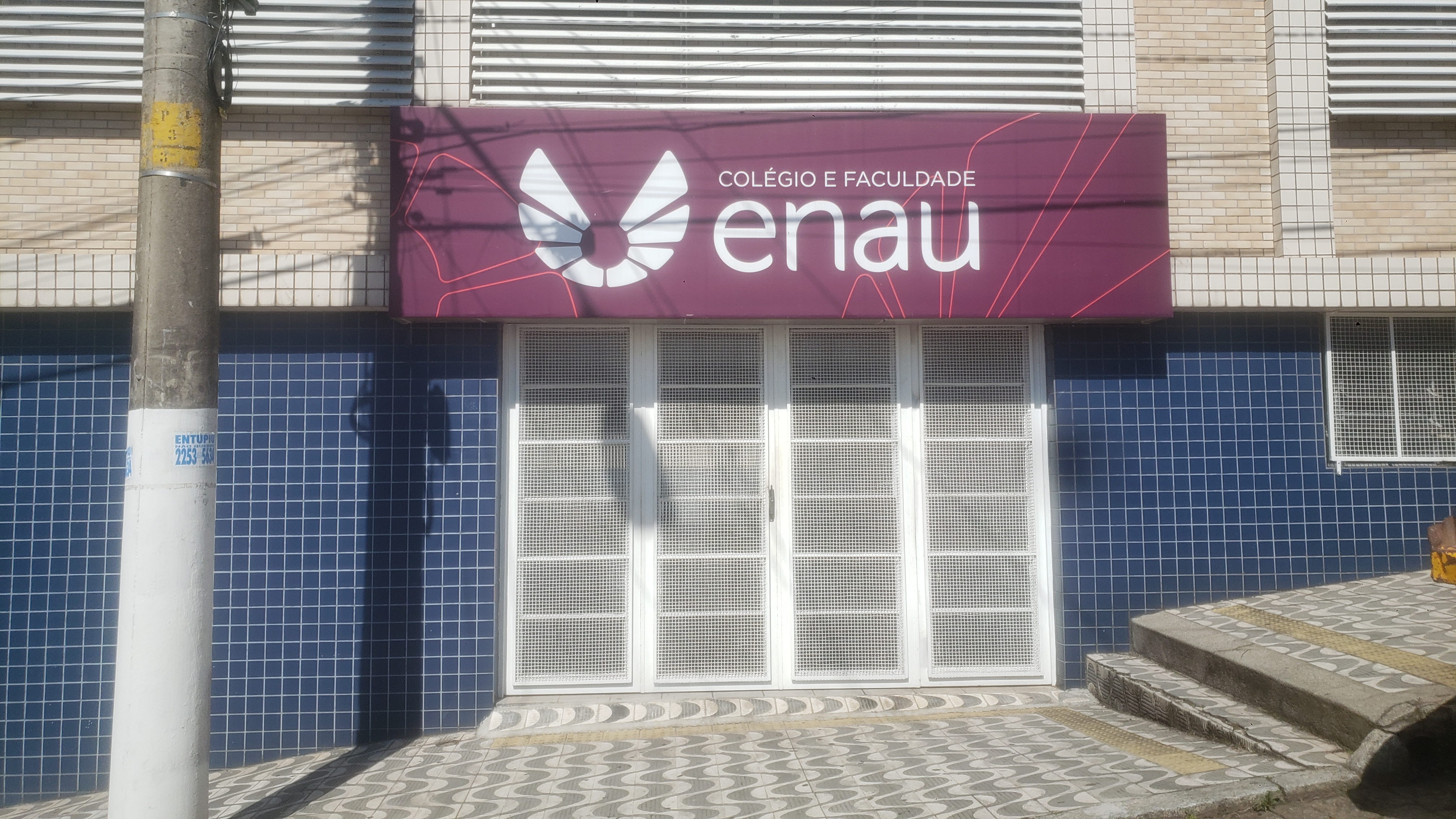
Portão do Colégio e Faculdade ENAU em maio de 2021

O Colégio Enau (acrônimo de seu antigo nome Externado Nerina Adelfa Ugliengo) é uma escola de Ribeirão Pires, Brasil, fundada em 15 de maio de 1933. Desde 2013, é gerida pela Prosper Educacional. Considerada uma das mais tradicionais de Ribeirão Pires, sedia a Faculdade Enau desde 2019. O Auditório Enau foi alvo de uma palestra da ex-jogadora de basquetebol Hortência Marcari em maio de 2019 para estrear a faculdade. Em dezembro, a Faculdade Enau anunciou um convênio em parceria com a Prefeitura de Rio Grande da Serra para promover descontos, o que foi similarmente feito no início de 2021 em parceria com a Câmara Municipal de Ribeirão Pires.